# Гокессін (Делавер)
Гокессін (англ. Hockessin) — переписна місцевість (CDP) в окрузі Нью-Касл штату Делавер США. Населення — 13 527 осіб (2010).

## Географія
Гокессін розташований за координатами 39°47′2″ пн. ш. 75°40′50″ зх. д. / 39.78389° пн. ш. 75.68056° зх. д. (39.783973, -75.680690).  За даними Бюро перепису населення США в 2010 році переписна місцевість мала площу 26,03 км², з яких 26,01 км² — суходіл та 0,02 км² — водойми.

## Демографія
Згідно з переписом 2010 року, у переписній місцевості мешкало 13 527 осіб у 4773 домогосподарствах у складі 3935 родин. Густота населення становила 520 осіб/км².  Було 4950 помешкань (190/км²).
Расовий склад населення:
| - 85,2 % — білих - 9,6 % — азіатів - 2,9 % — чорних або афроамериканців - 0,2 % — корінних американців - 0,1 % — вихідців з тихоокеанських островів - 0,5 % — осіб інших рас |

До двох чи більше рас належало 1,5 %. Частка іспаномовних становила 3,0 % від усіх жителів.
За віковим діапазоном населення розподілялося таким чином: 24,0 % — особи молодші 18 років, 57,2 % — особи у віці 18—64 років, 18,8 % — особи у віці 65 років та старші. Медіана віку мешканця становила 46,8 року. На 100 осіб жіночої статі у переписній місцевості припадало 95,6 чоловіків;  на 100 жінок у віці від 18 років та старших — 92,5 чоловіків також старших 18 років.
Середній дохід на одне домашнє господарство  становив 155 492 долари США (медіана — 121 680), а середній дохід на одну сім'ю — 178 107 доларів (медіана — 138 537). Медіана доходів становила 102 109 доларів для чоловіків та 71 230 доларів для жінок. За межею бідності перебувало 2,8 % осіб, у тому числі 2,5 % дітей у віці до 18 років та 2,6 % осіб у віці 65 років та старших.
Цивільне працевлаштоване населення становило 6604 особи. Основні галузі зайнятості: освіта, охорона здоров'я та соціальна допомога — 27,1 %, виробництво — 17,9 %, фінанси, страхування та нерухомість — 14,6 %, науковці, спеціалісти, менеджери — 12,9 %.